# Adhisty Zara
Adhisty Zara Sundari Kusumawardhani, ou Adhisty Zara née le 21 juin 2003 à Bandung, est une chanteuse et actrice indonésienne.

## Biographie
Elle est devenue membre du groupe d'idols indonésien-japonais JKT48 en 2016, sous le nom de Zara JKT48, avec sa sœur aînée, Hasyakyla Utami Kusumawardhani. La deuxième de quatre frères et sœurs, elle est la descendante de troisième génération du groupe vocal religieux indonésien Bimbo, dont les membres sont frères et sœur; l'un des membres du personnel, Raden Darmawan Dajat Hardjakusumah ou Acil, est son grand-père direct. Elle sort diplômée du groupe en décembre 2019.
Après la sortie de Famille de Cémara en janvier 2019, Adhisty Zara a remporté sa première et sa deuxième nomination aux 7es Maya Awards et aux 13es Indonesian Movie Actors Awards. Le film est également devenu le neuvième film-boîte le plus regardé du pays de l'année.
En février 2019, il a été annoncé qu'elle allait jouer dans un nouveau film, Deux lignes bleues, dans le rôle principal. Peu de temps après la sortie de la bande-annonce, le film a reçu des réactions du public, principalement d'adultes, qui ont critiqué le film d'éducation sexuelle pour avoir «promu le sexe gratuit» auprès des adolescents. Cependant, le film a été un succès au box-office et a reçu des critiques positives, les critiques louant à la fois le jeu d'acteur et l'écriture. Il est devenu le deuxième film indonésien le plus regardé de l'année, conduisant Adhisty Zara à une large reconnaissance publique. À la suite du succès de Famille de Cémara, Visinema Pictures a annoncé une suite de films et de séries télévisées, cette dernière se concentrant sur le personnage de Adhisty Zara.